# سکس با من
«سکس با من» (به انگلیسی: Sex with Me) ترانه‌ای است که توسط خواننده باربادوسی ریانا برای هشتمین آلبوم استودیویی خود، ضد (۲۰۱۶) ضبط شده‌است. این یکی از سه قطعه جایزه است که در نسخه دلوکس آلبوم موجود است. در ۳ فوریه ۲۰۱۷، ریانا یک ای‌پی پنج قطعه ای منتشر کرد که شامل ریمیکس‌های «سکس با من» توسط ام‌کی، سالوا، جان بلیک، ادال و دوولت بود.
«سکس با من» به‌طور کلی نظرات منتقدان را جلب کرد، آنها اعتماد به نفس و صدای قدرتمندانه ریانا را ستودند. از نظر تجاری این ترانه علی‌رغم اینکه تک آهنگ رسمی نبود، در حد متوسطی در تور و کنسرت اجرا شد. «سکس با من» در رتبه هشتاد و سه نفره ۱۰۰ آهنگ داغ بیلبورد ایالات متحده قرار گرفت و یک گواهی پلاتین توسط انجمن صنعت ضبط ایالات متحده دریافت کرد. این ترانه همچنین به بیست و نهمین رتبه یک ریانا در جدول دنس کلاب سانگز ایالات متحده تبدیل شد. «سکس با من» در مجموعه نمایش‌های تور جهانی ضد قرار گرفت و به‌طور غیررسمی توسط هنرمندان مختلفی از جمله فبیولز و چری سانگز ریمیکس شد. 